# Axinella corrugata
Axinella corrugata är en svampdjursart som först beskrevs av George och Wilson 1919.  Axinella corrugata ingår i släktet Axinella och familjen Axinellidae.
Artens utbredningsområde är North Carolina. Inga underarter finns listade i Catalogue of Life.